# Curtara magna
Curtara magna är en insektsart som beskrevs av Delong och Wolda 1982. Curtara magna ingår i släktet Curtara och familjen dvärgstritar. Inga underarter finns listade i Catalogue of Life.